# Nicolás Molero
Nicolás Molero Lobo (Alcalá de Henares, 6 de diciembre de 1870-Barcelona, 11 de noviembre de 1947) fue un militar español y ministro de la Guerra durante la Segunda República entre 1935 y 1936. 

## Biografía
Miembro del arma de infantería, participó en las campañas de Cuba y de África. Era miembro de la masonería. Alcanzó el grado de general de división.

### Ministro de la Guerra

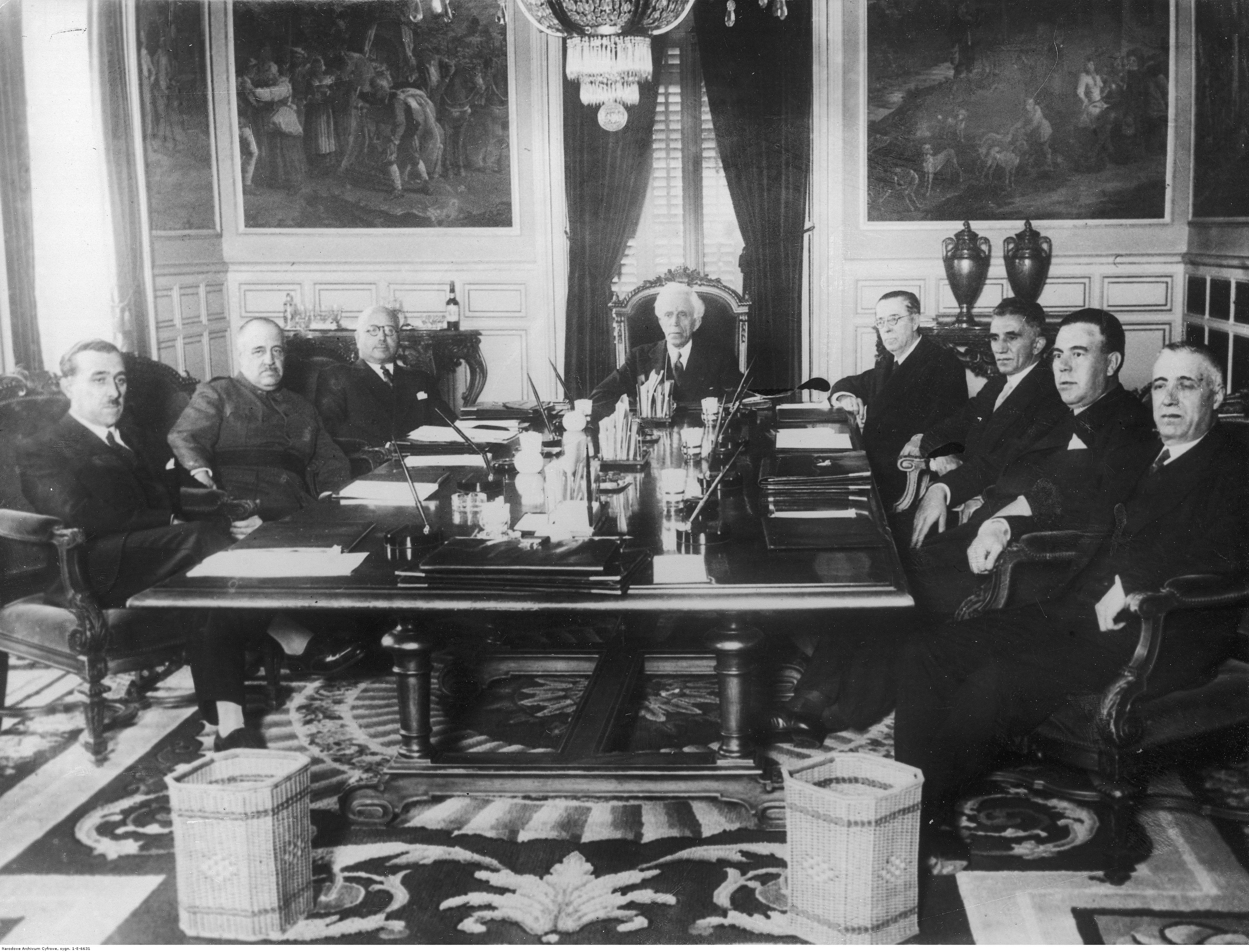
Gobierno de Manuel Portela Valladares (en la cabecera de la mesa). A la izquierda vestido de uniforme el ministro de la Guerra, el general Nicolás Molero.

Desde el 14 de diciembre de 1935 y hasta el 19 de febrero de 1936 estuvo al frente del Ministerio de la Guerra en el gabinete de Manuel Portela Valladares, sucediendo a José María Gil-Robles. Durante ese periodo, conservó al general Francisco Franco como jefe de Estado Mayor. Tras las elecciones celebradas el 16 de febrero, a medida que se iban conociendo los resultados durante el día 17, el júbilo popular se desbordó entre los partidarios del Frente Popular con diversos altercados y alteraciones del orden público. Después de tratar de persuadir en vano al general Pozas, inspector general de la Guardia Civil para que interviniese, Franco persuadió a Molero para que tratara de convencer a Portela, que ya había rechazado las peticiones de Gil-Robles en el mismo sentido, de que reuniese al gobierno para declarar el estado de guerra. Fue Franco el que le dio a Molero los argumentos que debía utilizar con Portela. El gobierno, sin embargo, solo declaró el estado de alarma.
El 23 de febrero de 1936 fue nombrado jefe de la VII División Orgánica con sede en Valladolid.

### Guerra civil
Al estallar la Guerra Civil, Molero se hallaba en plena convalecencia tras una intervención quirúrgica. Ante los rumores, cada vez más intensos de un levantamiento militar, se incorporó a su despacho. Los militares sublevados, dirigidos por los generales Saliquet y Ponte se hicieron con el control de las fuerzas militares tras arrestarle el 19 de julio, al negarse a unirse a la sublevación. En el tiroteo que se originó, Molero resultó herido (algunos autores, como Antony Beevor señalan incorrectamente que fue fusilado). Sus ayudantes, Ángel Liberal y Roberto Riobóo resultaron heridos y murieron días más tarde.
Trasladado primero a Burgos y luego al fuerte-prisión de San Cristóbal en Pamplona, en agosto de 1937 fue juzgado en Consejo de Guerra en Valladolid, el cual le condenó a tres años y un día de prisión por un delito de «negligencia». Recurrida la sentencia, un nuevo proceso le condena a treinta años de reclusión, por un delito de «adhesión a la rebelión militar». La pena le fue conmutada por Franco en marzo de 1938 por la de doce años y un día, pasando unos años en la cárcel y siendo apartado del ejército. En 1940 obtuvo la libertad condicional aunque también le persiguió el Tribunal de Responsabilidades Políticas, falleciendo de muerte natural en Barcelona en 1947.